# Willibald Pirckheimer

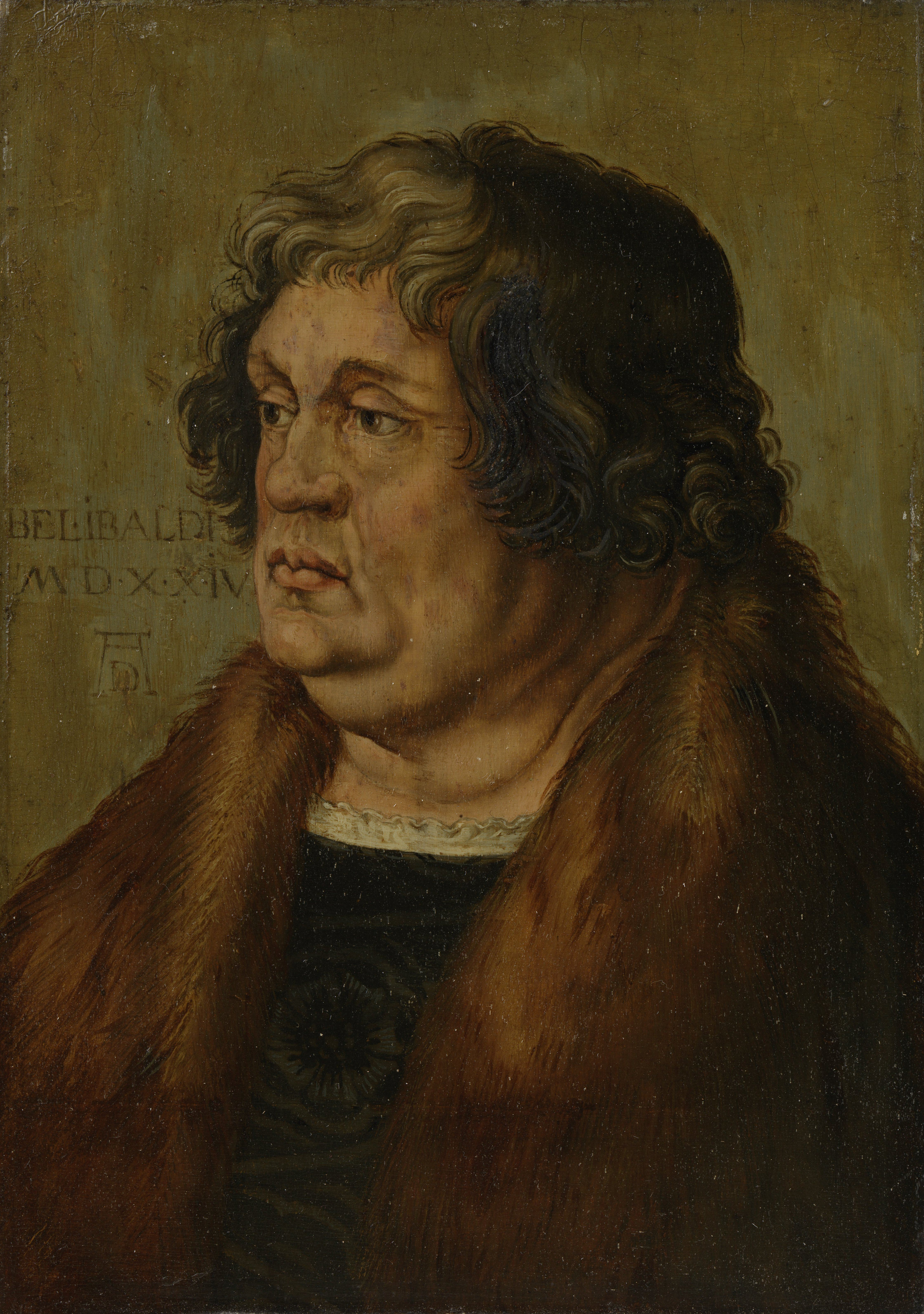
Willibald Pirckheimer.

Willibald Pirckheimer, född 5 december 1470 i Eichstätt, död 22 december 1530 i Nürnberg, var en tysk jurist och humanist.
Efter lärda studier i Italien invaldes Pirckheimer, som var av gammal Nürnbergsläkt, i hemstadens råd, där hans inflytande blev stort. Såväl Maximilian I som Karl V hedrade honom med sitt förtroende. Med många av sin tids humanister och konstnärer stod han i livlig förbindelse. Albrecht Dürer, som porträtterat honom, var hans vän. Den sympati som Pirkheimer i början hyste för reformationen, svalnade efter tiden något. I humanisternas angrepp på katolsk obskurantism deltog han med flera satirer på latin, samlade i Opera (1610, ny utgåva utgiven av Emil Reicke 1907).